# Mauricio Galvao
Mauricio Luis Juan Galvao (ur. 21 stycznia 1890 w Belgrano, zm. 6 marca 1945 w Castelnuovo) – niemiecki hokeista na trawie pochodzenia argentyńskiego, który występował m.in. na pozycji pomocnika, uczestnik Letnich Igrzysk Olimpijskich 1908.
Na igrzyskach w Londynie, Galvao reprezentował swój kraj w dwóch spotkaniach (czyli we wszystkich, jakie Cesarstwo Niemieckie rozegrało na tym turnieju); były to mecze przeciwko ekipom: Francji (1-0 dla Niemców) i Szkocji (0-4 na korzyść Szkocji). W klasyfikacji końcowej, jego drużyna zajęła przedostatnie piąte miejsce. 
Jego brat Raulino również był w składzie reprezentacji Niemiec na igrzyskach w Londynie.